# Torneo de Santiago 1993
El Torneo de Santiago es un torneo de tenis que se jugó en arcilla. Se disputó en la ciudad de Santiago. Fue la 1° edición oficial del torneo. Se realizó entre el 25 y el 31 de octubre.

## Campeones

### Individuales Masculino
Javier Frana venció a  Emilio Sánchez Vicario por 7-5, 3-6 y 6-3

### Dobles Masculino
Mike Bauer /  David Rikl vencieron a  Christer Allgardh /  Brian Devening por 7-6 y 6-4